# معركة غولي رافين
معركة غولي رافين (بالإنجليزية: Battle of Gully Ravine)‏ هي معركة بين الدولة العثمانية والمملكة المتحدة خلال حملة جاليبولي كجزء من الحرب العالمية الأولي ووقعت المعركة خلال الفترة من 28 يونيو إلي 5 يوليو 1915 وذلك في شبة جزيرة كيب هيلس وانتهت المعركة بانتصار قوات المملكة المتحدة.

 